# ネナド・マスロバル
ネナド・マスロバル（Nenad Maslovar、1967年2月20日 - ）は、ユーゴスラビアモンテネグロ（現モンテネグロ共和国）出身の元サッカー選手。ポジションはMF。愛称はマキ。

## 経歴
ヴォイヴォディナのFKスパルタク・スボティツァ、ボスニア・ヘルツェゴビナのFKヴェレジュ・モスタルを経て、1992年にセルビアの名門レッドスター・ベオグラードへ移籍し、中心選手としてプレーし、2シーズンを過ごした。
ボスニア・ヘルツェゴビナ紛争の戦火を逃れ、1994年7月にJリーグジェフユナイテッド市原へ移籍。1994年8月10日、2ndステージ開幕戦のガンバ大阪戦で初出場すると初ゴールも決めた。当時の監督清雲栄純と対立していたMFピエール・リトバルスキーに代わり同年後期からチームの司令塔として君臨した。キープ力があり、左足から放たれるスルーパスと鋭く精度の高いフリーキックを武器に活躍した。1995年7月1日のヴェルディ川崎戦では移籍後初の2ゴールを決めたが、延長PK戦ではPKを失敗して敗れた。1995シーズンには開催されたリーグ戦、全52試合にフル出場し16得点を挙げただけでなく、この年の20を超えるアシストを決めた。1996年4月20日、第9節名古屋グランパスエイト戦のボレーシュートはJリーグ30周年ベストゴールのボレー/オーバーヘッド部門にもノミネートされた。この年、そして翌1997年は怪我でそれぞれ17試合に出場したのみに終わった。1997年3月8日のJリーグカップベガルタ仙台戦ではハットトリックを決めた。1998年、7月15日のJリーグカップ準決勝鹿島アントラーズ戦でハットトリックを決め、チームを決勝に導いたが、決勝でジュビロ磐田に敗れて準優勝に終わった。
ジェフとの契約終了後の1999年にアビスパ福岡へ移籍、4月3日、1stステージ第5節で古巣ジェフ市原と対戦し、決勝点を含む2ゴールを決めて勝利した。1999年シーズンを最後に現役生活から引退した。Jリーグ通算150試合45ゴールの成績を残した。
現在はモンテネグロのサッカークラブOFKグルバリ・ラダノヴィチの会長を務める。

## 人物
- ジェフのチームメートであった申在範は、中村俊輔以上にボール扱いやキックの精度が優れていたと評していた[1]。

- 試合中は熱くなり、味方選手のミスに激怒することも多かったが、試合以外では優しく穏やかな人柄であったという[1]。

- マスロバルの供給するクロス、プレスキックなどのパスは、相手DFの頭を超えて味方に届けられる曲がるって落ちるという絶妙なものであり、味方選手に多くのアシストを供給した[6]。

- ジェフ時代、試合前にはチームが用意した軽食ではなく、通常、他の選手たちは食べないステーキなどを食べて試合に臨んでいた[11]。

- アビスパ福岡移籍当初、家族をユーゴスラビアに残していたが、急遽、母国のユーゴスラビア軍とNATO軍が戦闘状態に入ったため、急いで家族を福岡に呼び寄せようとし、妻と娘たちは戦闘の合間を縫ってユーゴスラビアから車でハンガリーまで何とか脱出し、ハンガリー経由で福岡に到着した[12]。
- 娘が2人居るが、日本で誕生したこともあり、長女には「かなえ」、次女には「みのり」と日本人の名前を付けていた[12]。

- カフェを経営していて、その名前をジェフ市原から取り、"JEF"としている[13]。

## 所属クラブ
- 1987年-1989年  FKスパルタク・スボティツァ
- 1989年-1992年  FKヴェレジュ・モスタル
- 1992年-1994年  レッドスター・ベオグラード
- 1994年-1998年  ジェフユナイテッド市原
- 1999年  アビスパ福岡

## 個人成績
| 国内大会個人成績 | 国内大会個人成績 | 国内大会個人成績 | 国内大会個人成績 | 国内大会個人成績 | 国内大会個人成績           | 国内大会個人成績 | 国内大会個人成績 | 国内大会個人成績 | 国内大会個人成績 | 国内大会個人成績 | 国内大会個人成績 |
| 年度             | クラブ           | 背番号           | リーグ           | リーグ戦         | リーグ戦                   | リーグ杯         | リーグ杯         | オープン杯       | オープン杯       | 期間通算         | 期間通算         |
| 年度             | クラブ           | 背番号           | リーグ           | 出場             | 得点                       | 出場             | 得点             | 出場             | 得点             | 出場             | 得点             |
| ユーゴスラビア   | ユーゴスラビア   | ユーゴスラビア   | ユーゴスラビア   | リーグ戦         | リーグ戦                   | リーグ杯         | リーグ杯         | オープン杯       | オープン杯       | 期間通算         | 期間通算         |
| ---------------- | ---------------- | ---------------- | ---------------- | ---------------- | -------------------------- | ---------------- | ---------------- | ---------------- | ---------------- | ---------------- | ---------------- |
| 1987-88          | スボティツァ     |                  | プルヴァ         | 14               | 1                          |                  |                  |                  |                  |                  |                  |
| 1988-89          | スボティツァ     |                  | プルヴァ         | 17               | 0                          |                  |                  |                  |                  |                  |                  |
| 1989-90          | モスタル         |                  | プルヴァ         | 8                | 0                          |                  |                  |                  |                  |                  |                  |
| 1990-91          | モスタル         |                  | プルヴァ         | 29               | 2                          |                  |                  |                  |                  |                  |                  |
| 1991-92          | モスタル         |                  | プルヴァ         | 16               | 3                          |                  |                  |                  |                  |                  |                  |
| セルビア         | セルビア         | セルビア         | セルビア         | リーグ戦         | リーグ戦                   | リーグ杯         | リーグ杯         | オープン杯       | オープン杯       | 期間通算         | 期間通算         |
| 1992-93          | レッドスター     |                  | プルヴァ         | 29               | 5                          |                  |                  |                  |                  |                  |                  |
| 1993-94          | レッドスター     |                  | プルヴァ         | 31               | 14                         |                  |                  |                  |                  |                  |                  |
| 日本             | 日本             | 日本             | 日本             | リーグ戦         | リーグ戦                   | リーグ杯         | リーグ杯         | 天皇杯           | 天皇杯           | 期間通算         | 期間通算         |
| 1994             | 市原             | -                | J                | 15               | 4                          | 2                | 0                | 2                | 1                | 19               | 5                |
| 1995             | 市原             | -                | J                | 52               | 16                         | -                | -                | 1                | 0                | 53               | 16               |
| 1996             | 市原             | -                | J                | 17               | 4                          | 10               | 3                | 1                | 0                | 28               | 7                |
| 1997             | 市原             | 10               | J                | 17               | 9                          | 4                | 3                | 2                | 0                | 23               | 11               |
| 1998             | 市原             | 10               | J                | 27               | 8                          | 6                | 6                | 1                | 0                | 34               | 14               |
| 1999             | 福岡             | 11               | J1               | 22               | 4                          | 2                | 0                | 0                | 0                | 24               | 4                |
| 通算             | ユーゴスラビア   | ユーゴスラビア   | プルヴァ         | 84               | 8\|\|\|\|\|\|\|\|\|\|\|\|  |                  |                  |                  |                  |                  |                  |
| 通算             | セルビア         | セルビア         | プルヴァ         | 60               | 19\|\|\|\|\|\|\|\|\|\|\|\| |                  |                  |                  |                  |                  |                  |
| 通算             | 日本             | 日本             | J1               | 150              | 45                         | 24               | 12               | 7                | 1                | 181              | 58               |
| 総通算           | 総通算           | 総通算           | 総通算           | 294              | 72\|\|\|\|\|\|\|\|\|\|\|\| |                  |                  |                  |                  |                  |                  |

その他の公式戦
- 1998年
  - J1参入決定戦 2試合0得点

## 代表歴
- ユーゴスラビア代表

### 試合数
- 国際Aマッチ 3試合（1997年）[14]

| ユーゴスラビア代表 | 国際Aマッチ | 国際Aマッチ |
| 年                 | 出場        | 得点        |
| ------------------ | ----------- | ----------- |
| 1997               | 3           | 0           |
| 通算               | 3           | 0           |

## タイトル
- レッドスター・ベオグラード
  - ユーゴスラビア・カップ優勝：1回（1993年）